# تثبيت داخلي
التثبيت الداخلي (بالإنجليزية: Internal Fixation)‏ هو استخدام تركيبات (معدنية غالباً) في تثبيت كسور العظام جراحياً، وترجع نشأة التثبيت الداخلي في جراحة العظام إلى منتصف القرن التاسع عشر. ويصنع المثبت الداخلي عادة من الصلب غير القابل للصدأ أو من معدن التيتانيوم.
وتشمل المثبتات الداخلية كلاً من مسامير العظام، والشرائح المعدنية، والأسلاك، والمسامير النخاعية كمسمار كونتشر والمسمار النخاعي المعشق.
في عملية الاختزال المفتوح مع التثبيت الداخلي (بالإنجليزية: Open Reduction Internal Fixation - ORIF)‏ يجرى أولاً «اختزال مفتوح» للكسر (أي رد أجزاء العظمة المكسورة إلى موضعها الصحيح جراحياً)، ثم «تثبيت داخلي» أي تثبيت الأجزاء التي تم ردّها باستخدام شرائح ومسامير وغير ذلك من التركيبات.

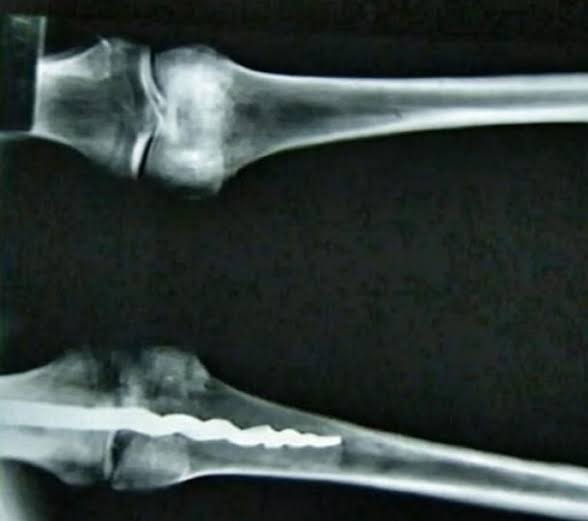
تصوير بالأشعر السينية للمسمار النخاعي في قدم مومياء أوسر مونتو

تم العثور على أقدم مسمار داخل النخاع في القدم اليسرى لمومياء رجل مصري يُدعى أوسر مونتو منذ أكثر من 3500 عام.

## معرض الصور

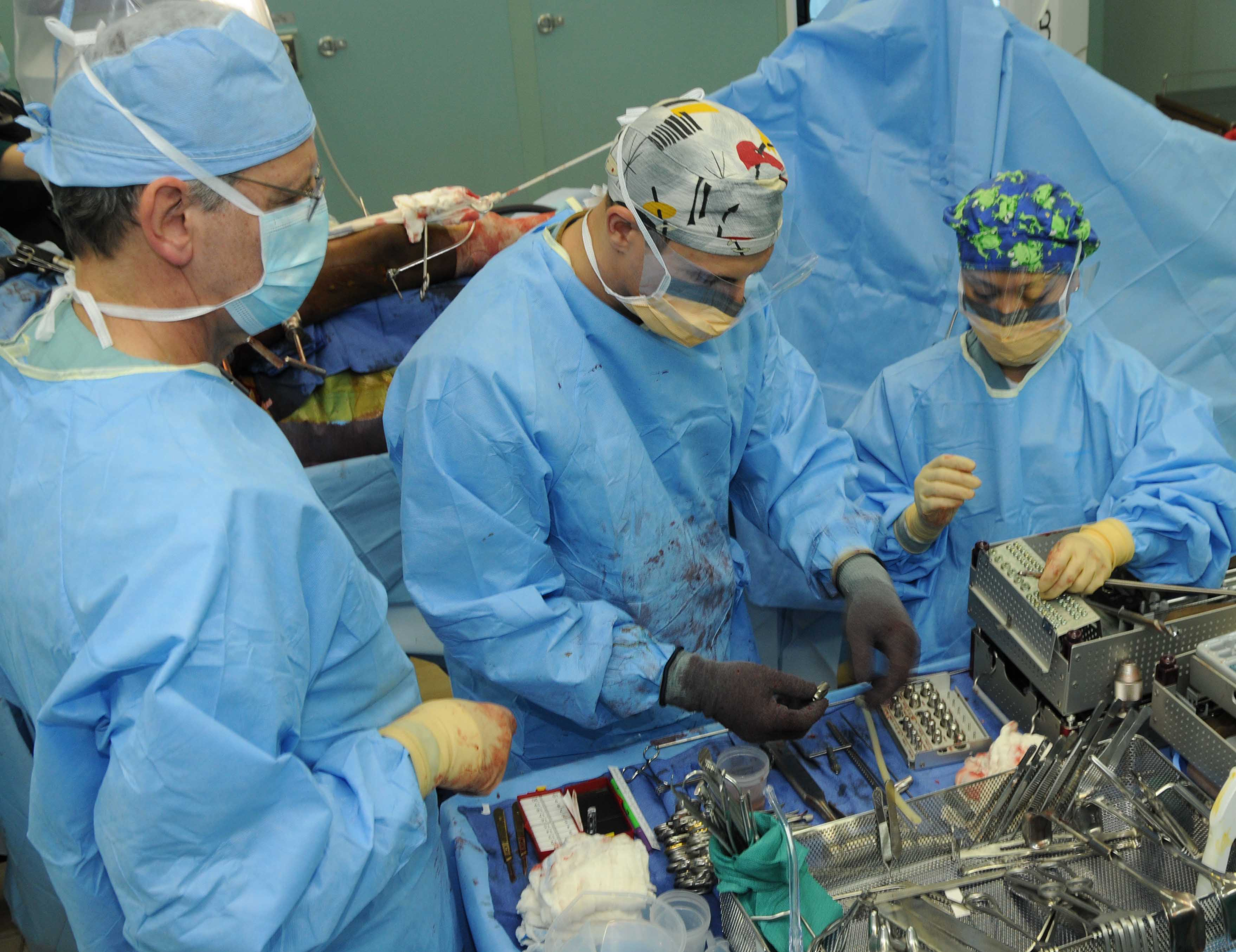
US Navy doctors perform an open reduction internal fixation operation on the femur.
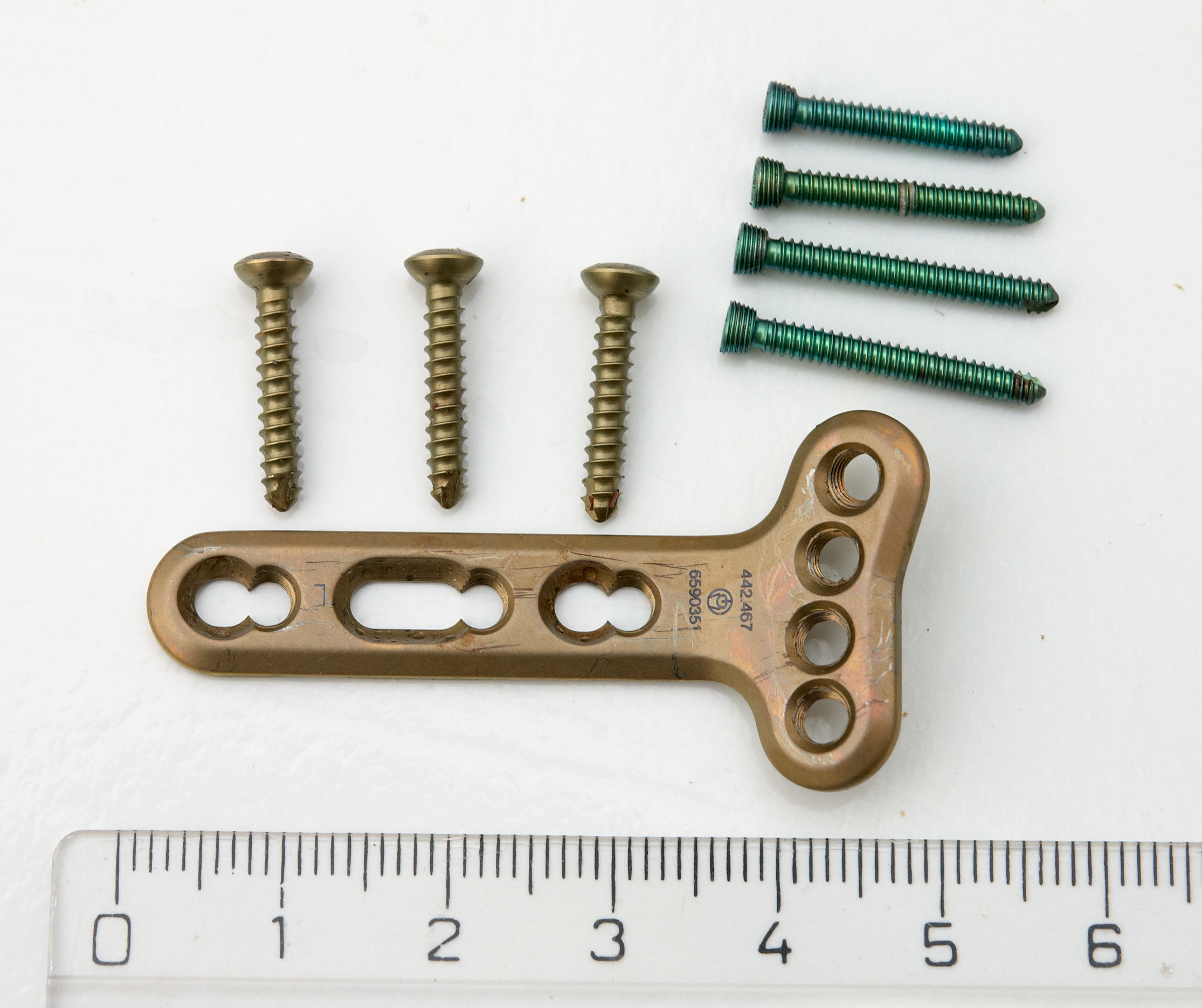
Implant that has been used for fixation of a broken wrist (length in cm)
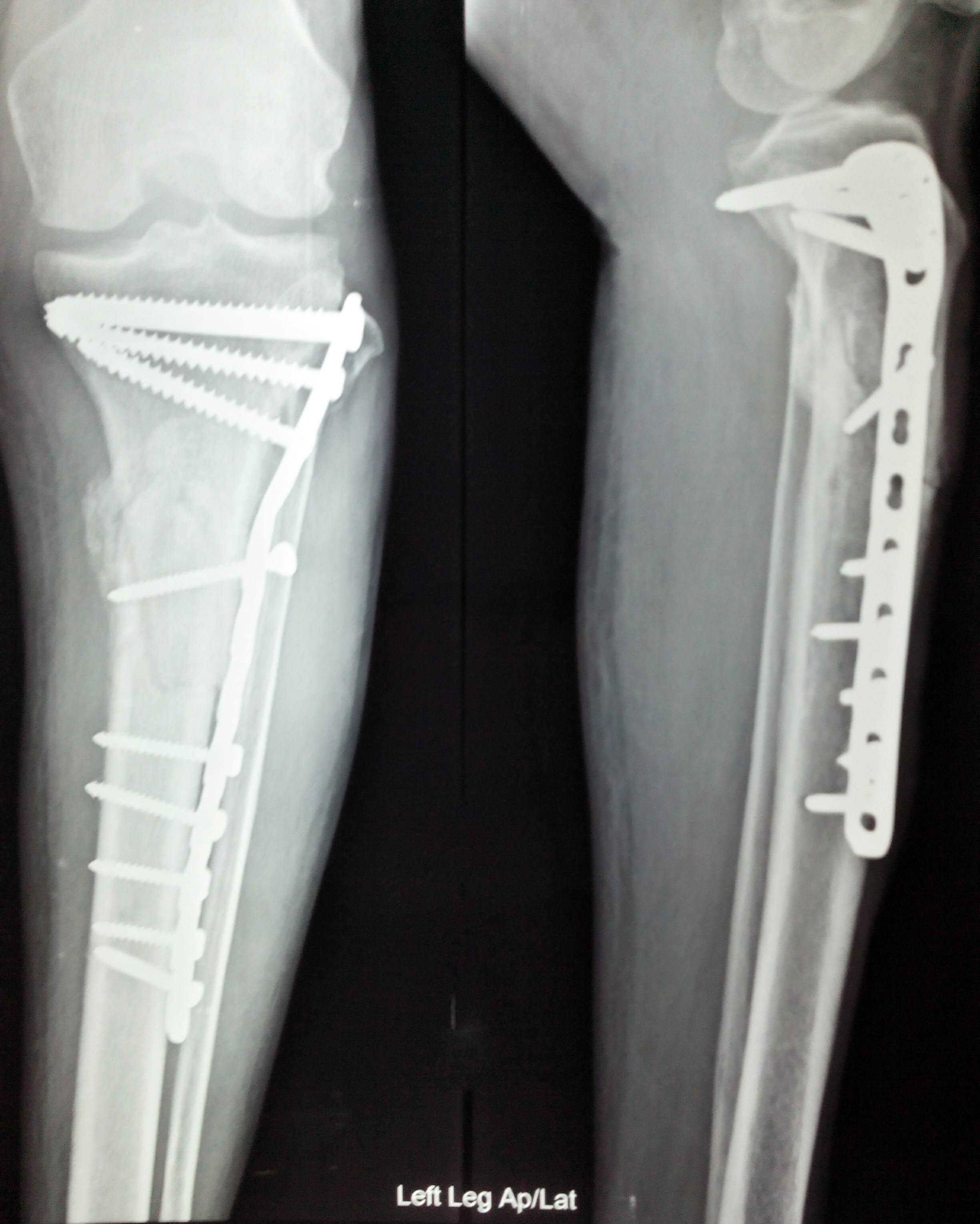
Anterior and lateral view x-rays of fractured left leg with internal fixation